# Alosterna tabacicolor erythropus
Alosterna tabacicolor erythropus es una subespecie de escarabajo longicornio del género Alosterna, tribu Lepturini, subfamilia Lepturinae. Fue descrita científicamente por Gebler en 1841.
La especie se mantiene activa durante los meses de mayo, junio, julio y agosto.

## Descripción
Mide 5,3-9,5 milímetros de longitud.

## Distribución
Se distribuye por China, Japón, Kazajistán, Mongolia, Corea y Rusia.